# Jezdovice
Jezdovice är en ort i Tjeckien.   Den ligger i regionen Vysočina, i den centrala delen av landet, 110 km sydost om huvudstaden Prag. Jezdovice ligger 543 meter över havet och antalet invånare är 253.
Terrängen runt Jezdovice är huvudsakligen platt, men åt nordväst är den kuperad. Jezdovice ligger nere i en dal. Runt Jezdovice är det ganska glesbefolkat, med 32 invånare per kvadratkilometer. Närmaste större samhälle är Jihlava, 11,2 km nordost om Jezdovice. I omgivningarna runt Jezdovice växer i huvudsak barrskog.